# Real Things
Real Things é o terceiro álbum de estúdio do grupo de eurodance 2 Unlimited, lançado em 6 de Junho de 1994 pela gravadora Byte Records.
| Críticas profissionais                                                      | Críticas profissionais |
| Avaliações da crítica                                                       | Avaliações da crítica  |
| Fonte                                                                       | Avaliação              |
| --------------------------------------------------------------------------- | ---------------------- |
| allmusic                                                                    | [ 1 ]                  |
| Esta tabela precisa de ser acompanhada por texto em prosa. Consulte o guia. |                        |

## Desempenho nas paradas musicais
| Parada musical (1994)            | Melhor posição |
| -------------------------------- | -------------- |
| Alemanha (Media Control Charts)  | 3              |
| Austrália (ARIA Charts)          | 18             |
| Áustria (Parada Musical)         | 4              |
| Canadá (RPM Top 100 Albums)      | 33             |
| Estados Unidos (Top Heatseekers) | 15             |
| Japão (Oricon)                   | 16             |
| Noruega (VG-lista)               | 14             |
| Nova Zelândia (RIANZ)            | 19             |
| Países Baixos (MegaCharts)       | 1              |
| Reino Unido (UK Albums Chart)    | 1              |
| Suécia (Sverigetopplistan)       | 2              |
| Suíça (Schweizer Hitparade)      | 3              |